# Optis
Optis était un éditeur de logiciel français créé en 1989 par Jacques Delacour. Spécialisé dans la simulation physique de la lumière et de la vision humaine, Optis proposait des solutions logicielles dédiées au prototypage virtuel réaliste. Le réalisme de ces prototypes virtuels a remplacé les prototypes physiques utilisés dans la conception de produits, et aide les industries à prendre des décisions de design fiables en amont des processus de développement des produits.
Le siège social de l’entreprise se situait à la Farlède, près de Toulon ( France ).Le 1er octobre 2020, la société Optis a fusionné avec Ansys France faisant d'Ansys France le deuxième plus gros site après les États-Unis.

## Histoire

### Période optique
En 1989, Jacques Delacour créé Optis afin de développer une nouvelle génération de logiciels spécialisés dans la simulation optique. Optis partage ses activités entre la vente de logiciels et le conseil.
Alors  Optis lance son premier logiciel, Solstis, qui permet de simuler la propagation de la lumière dans un système optique. Le logiciel est avant tout utilisé par les industriels, les départements R&D ainsi que les universités spécialisées dans la conception de systèmes optiques.
En 1990, Optis devient le premier éditeur à offrir simultanément simulation optique, photométrique et propagation laser.

### Développement de la gamme OPTIS
1994, Optis poursuit les développements amorcés à travers Solstis dans son nouveau logiciel Speos. Speos est dédié à la simulation de la lumière dans un système mécanique dont les formes ne sont plus celles de l’optique traditionnelle. Au fur et à mesure des développements, Speos est doté de capacités de simulation colorimétrique et d’un rendu photo réaliste basé sur des phénomènes physiques.
En 2001, Optis devient partenaire de Dassault Systèmes avec l’intégration de Speos dans Catia V5. L’année suivante, Speos est aussi intégré à Solidworks, puis à Ptc Creo en 2009, et Siemens NX en 2014. OPTIS initie ainsi l’intégration de l’optique dans le PLM. Cette intégration permet aux utilisateurs de logiciels CAO de simuler directement les caractéristiques photométriques et colorimétriques de la lumière sur les produits qu’ils conçoivent.
En 2003, Speos propose la simulation de la vision humaine ainsi que l’ergonomie visuelle. En plus des informations sur la lumière telles que propagation, distribution et couleur, Speos est désormais doté d’une interface de rendu physico-réaliste permettant de voir le prototype virtuel du produit conçu dans des conditions réelles.
En 2005, la société invente, brevète et met au point un scanner de matériaux et de lumière portable, OMS, qu’elle commercialise à partir de 2007. Compatible avec la technologie Speos, ce scanner permet de mesurer les propriétés optiques des matériaux et des sources lumineuses et de les intégrer dans le logiciel Speos pour améliorer le réalisme des rendus et des calculs.

### Période Réalité virtuelle
En 2010, Optis commence à mettre au point un simulateur optique temps réel basé sur la physique. Mais c’est en 2011 que la période Réalité Virtuelle démarre vraiment pour Optis avec le rachat de Simply-Sim (maintenant connu sous le nom d’Optis Imagine), start-up spécialisée dans les techniques de simulation 3D temps réel interactive. Les deux entreprises fusionnent leurs technologies pour créer Theia-RT, un logiciel de rendu en temps réel basé sur la physique. À partir de là, Optis commence à intégrer ses savoir-faire dans des solutions immersives 3D, dans le but d’augmenter le réalisme de ses rendus, permettant aux utilisateurs de prendre des décisions sur des maquettes virtuelles en lieu et place des prototypes physiques coûteux.  
Deux ans plus tard, en 2013, Optis acquiert Icona Solutions pour allier le savoir-faire en matière d’évaluation de la qualité perçue de l’entreprise britannique, à ses propres rendus 3D réalistes.
La même année, l’ensemble de l’offre est connectée à la réalité virtuelle.
En 2015, Optis complète son offre de simulation avec le rachat de la société Genesis. L’éditeur ajoute du son à ses simulations et visualisations pour en augmenter le réalisme, et reprend les activités de développement logiciel et de service de l’entreprise Aixoise.
La même année, Optis propose à ses utilisateurs de gagner du temps grâce à l’offre HPC compatible sur les systèmes d’exploitation Windows et Linux. 
Le 22 mars 2018, la société Ansys annonce le rachat de la société  Optis.